# Blue1

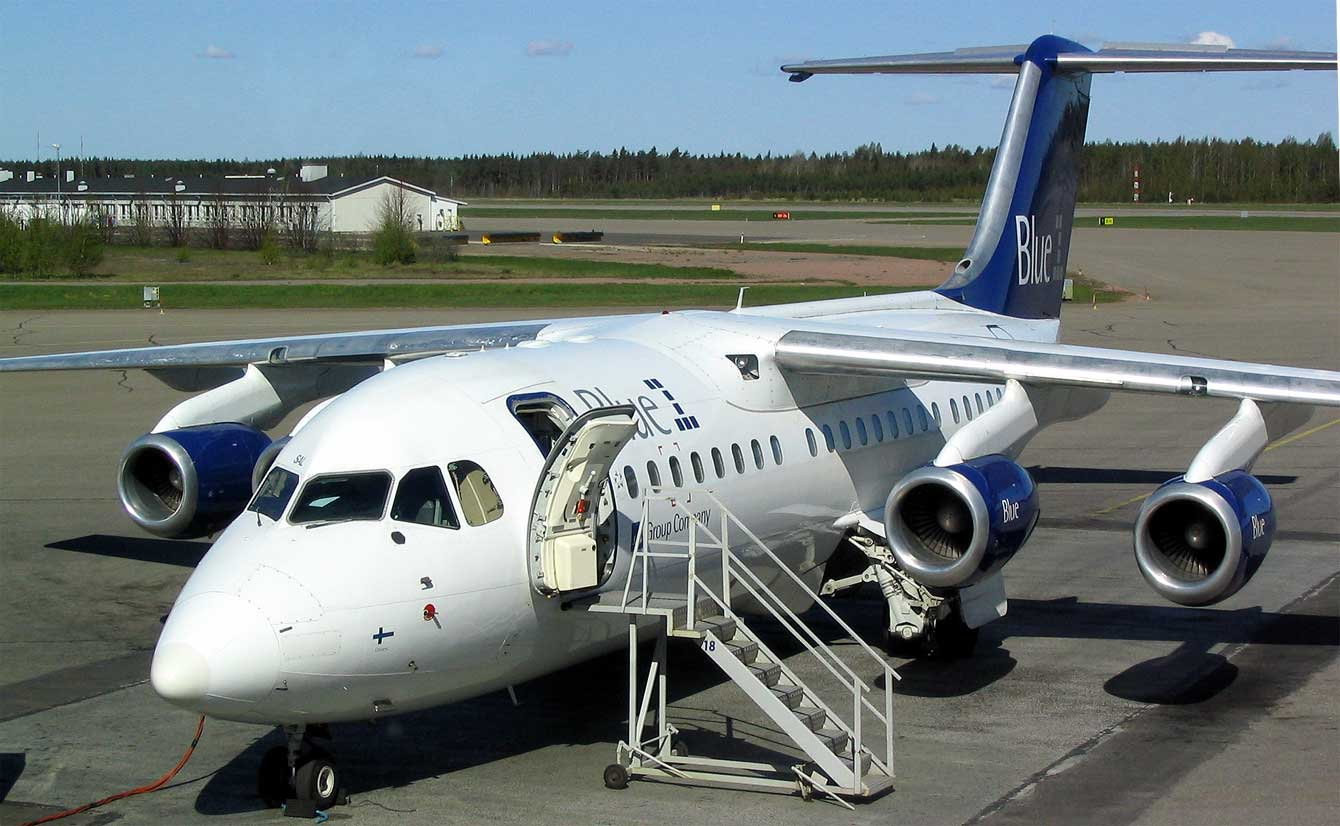
Avro RJ85 należący do Blue1 na płycie postojowej lotniska w Turku

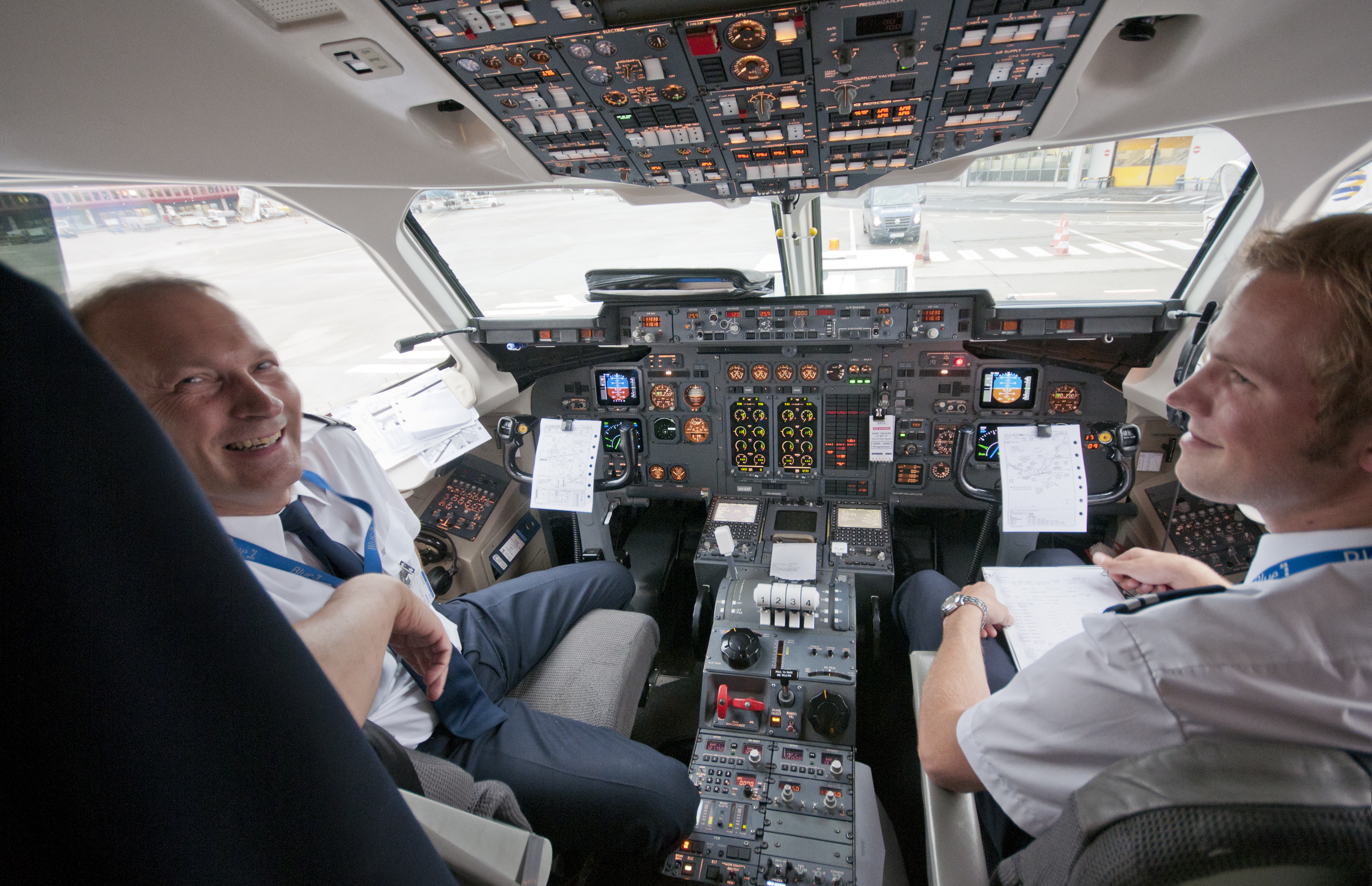
Kokpit RJ85

Blue1 – byłe fińskie linie lotnicze z siedzibą w Helsinkach. Obsługiwały połączenia krajowe oraz do krajów europejskich. Głównym hubem był Port lotniczy Helsinki-Vantaa. Linie należały do SAS Group i wraz z nimi do sojuszu Star Alliance. W roku 2016 linie stały się częścią CityJet w wyniku sprzedaży przez SAS.